# Liste der Träger des Nationalpreises der DDR III. Klasse für Kunst und Literatur (1960–1969)
Diese Liste stellt die Träger des Nationalpreises der DDR III. Klasse für Kunst und Literatur in den Jahren 1960 bis 1969 dar. Zu den anderen Jahrzehnten und Stufen siehe die Liste der Träger des Nationalpreises der DDR.

## Liste
| Auflistung nach Jahren                            |
| 1960 1961 1962 1963 1964 1965 1966 1967 1968 1969 |

| Jahr   | Preisträger                                                                                              | Preisträger | Verleihungsgrund | Anmerkung |
| ------ | --- | --- | --- | --- |
| 1960 ↑ | Kollektiv Fernsehspiel-Sendereihe Weimarer Pitaval                                                       | Kollektiv Fernsehspiel-Sendereihe Weimarer Pitaval                                                                        | Für ihren überragenden Anteil an der Schaffung neuer szenischer Fernsehdokumentationen, die in ihrer Mehrzahl durch Form und Inhalt tiefe, vielseitige und überzeugende Erkenntnisse der Wurzeln des Imperialismus, Militarismus und Faschismus in Deutschland breitesten Zuhörerkreisen aus allen Schichten des Volkes vermitteln | |
| 1960 ↑ | Friedrich Karl Kaul                                                                                      | Rechtsanwalt und Schriftsteller                                                                                           | Für ihren überragenden Anteil an der Schaffung neuer szenischer Fernsehdokumentationen, die in ihrer Mehrzahl durch Form und Inhalt tiefe, vielseitige und überzeugende Erkenntnisse der Wurzeln des Imperialismus, Militarismus und Faschismus in Deutschland breitesten Zuhörerkreisen aus allen Schichten des Volkes vermitteln | |
| 1960 ↑ | Walter Jupé                                                                                              | Schauspieler und Autor | Für ihren überragenden Anteil an der Schaffung neuer szenischer Fernsehdokumentationen, die in ihrer Mehrzahl durch Form und Inhalt tiefe, vielseitige und überzeugende Erkenntnisse der Wurzeln des Imperialismus, Militarismus und Faschismus in Deutschland breitesten Zuhörerkreisen aus allen Schichten des Volkes vermitteln | |
| 1960 ↑ | Wolfgang Luderer                                                                                         | Regisseur | Für ihren überragenden Anteil an der Schaffung neuer szenischer Fernsehdokumentationen, die in ihrer Mehrzahl durch Form und Inhalt tiefe, vielseitige und überzeugende Erkenntnisse der Wurzeln des Imperialismus, Militarismus und Faschismus in Deutschland breitesten Zuhörerkreisen aus allen Schichten des Volkes vermitteln | |
| 1960 ↑ | Kammersänger Gerhard Frei                                                                                | Bassist an der Deutschen Staatsoper Berlin                                                                                | Für seine außerordentlichen Leistungen bei der realistischen Darstellung von tragenden Partien in Opern, insbesondere als Stelina in Krútňava, als Fürst Chowanski in Chowanschtschina, als Caspar in Freischütz, als Schnecken-Herodes im Armen Konrad und als Solist in den Aufführungen des Mansfelder Oratoriums | |
| 1960 ↑ | Hanns Nocker                                                                                             | OpernsängerTenor an der Komischen Oper Berlin                                                                             | Für seine überragenden Leistungen in Othello und Hoffmanns Erzählungen, mit denen er überzeugende Beispiele von künstlerischer Einheit der sängerischen und darstellerischen Menschengestaltung für das Musiktheater gab | |
| 1960 ↑ | Rudolf Heinrich                                                                                          | Bühnenbildner und Ausstattungsleiter der Komischen Oper, Berlin                                                           | Für seine phantasievolle Gestaltung des Bühnenbildes zu Othello und für sein gesamtes bühnenbildnerisches Schaffen an der Komischen Oper, mit der er wesentlichen Anteil an der Entwicklung des realistischen Musiktheaters hat | |
| 1960 ↑ | Eleonore Vesco                                                                                           | 1. Ballettsolistin der Deutschen Staatsoper Berlin                                                                        | Für ihre hervorragenden künstlerischen Leistungen als Solotänzerin im Ballett der Deutschen Staatsoper, insbesondere für die tänzerische Gestaltung der Titelpartien in Dornröschen, Aschenbrödel, Gajaneh, der Frau des Heimkehrers in Neue Odyssee sowie der Odette in Schwanensee | |
| 1960 ↑ | Claus Schulz                                                                                             | 1. Ballettsolist der Deutschen Staatsoper Berlin                                                                          | Für sein besonders hervorragenden schöpferischen Leistungen als Solotänzer der Deutschen Staatsoper, insbesondere für die tänzerische Gestaltung des Armen in Gajaneh, des Ausrufers in Neue Odyssee und des Narren in Schwanensee sowie für sein erfolgreiches Auftreten bei den Weltfestspielen der Jugend und Studenten in Bukarest, Warschau und Moskau | |
| 1960 ↑ | Johannes Paul Thilman                                                                                    | Komponist, Ordentlicher Professor an der Carl-Maria-von-Weber-Hochschule für Musik in Dresden                             | Für seine umfangreichen Kompositionen, die in ihrer volkstümlichen musikalischen Sprache beispielgebend für das neue Musikschaffen in der DDR sind, insbesondere für seine IV. Sinfonie und seine Werke für Laien-Sinfonieorchester | |
| 1960 ↑ | Max Seydewitz                                                                                            | Generaldirektor der Staatlichen Museen in Dresden                                                                         | Für seine hervorragende Arbeit in der Leitung der Staatlichen Kunstsammlungen Dresden, die in beispielhafter Weise die Schätze der humanistischen Weltkunst dem werktätigen Volk nahegebracht hat | |
| 1960 ↑ | Werner Eggerath                                                                                          | Staatssekretär für Kirchenfragen                                                                                          | Für sein literarisches Gesamtwerk, insbesondere für sein neues Buch Wassereinbruch, das einen wesentlichen Beitrag zur sozialistischen Bewußtseinsbildung unseres Volkes darstellt | |
| 1960 ↑ | Harald Hauser                                                                                            | Schriftsteller | Für sein künstlerisches Gestalten brennender nationaler und internationaler Probleme, insbesondere für sein dramatisches Werk Weißes Blut, in seiner Bühnen-, Funk- und Fernsehspielfassung | |
| 1960 ↑ | Kollektiv zur Förderung und Unterstützung der Arbeiter- und Bauerntheater                                | Kollektiv zur Förderung und Unterstützung der Arbeiter- und Bauerntheater                                                 | für ihren Anteil an der beispielhaften Unterstützung des Volksschaffens auf dem Gebiet der dramatischen Kunst, insbesondere bei der Einstudierung des Gegenwartsstückes Der Weg zum Wir im Arbeitertheater der SDAG Wismut sowie bei den Schilleraufführungen im Arbeiter- und Bauerntheater Friedrich Schiller in Bauerbach durch Angehörige des Annaberger und Meininger Theaters, die bahnbrechend waren für die Entwicklung des Arbeiter- und Bauerntheaters in der DDR | |
| 1960 ↑ | Werner Wenzel                                                                                            | Schauspieler | für ihren Anteil an der beispielhaften Unterstützung des Volksschaffens auf dem Gebiet der dramatischen Kunst, insbesondere bei der Einstudierung des Gegenwartsstückes Der Weg zum Wir im Arbeitertheater der SDAG Wismut sowie bei den Schilleraufführungen im Arbeiter- und Bauerntheater Friedrich Schiller in Bauerbach durch Angehörige des Annaberger und Meininger Theaters, die bahnbrechend waren für die Entwicklung des Arbeiter- und Bauerntheaters in der DDR | |
| 1960 ↑ | Mario Turra                                                                                              | Schauspieler | für ihren Anteil an der beispielhaften Unterstützung des Volksschaffens auf dem Gebiet der dramatischen Kunst, insbesondere bei der Einstudierung des Gegenwartsstückes Der Weg zum Wir im Arbeitertheater der SDAG Wismut sowie bei den Schilleraufführungen im Arbeiter- und Bauerntheater Friedrich Schiller in Bauerbach durch Angehörige des Annaberger und Meininger Theaters, die bahnbrechend waren für die Entwicklung des Arbeiter- und Bauerntheaters in der DDR | |
| 1960 ↑ | Alexander Reuter                                                                                         | Intendant des Meininger Theaters                                                                                          | für ihren Anteil an der beispielhaften Unterstützung des Volksschaffens auf dem Gebiet der dramatischen Kunst, insbesondere bei der Einstudierung des Gegenwartsstückes Der Weg zum Wir im Arbeitertheater der SDAG Wismut sowie bei den Schilleraufführungen im Arbeiter- und Bauerntheater Friedrich Schiller in Bauerbach durch Angehörige des Annaberger und Meininger Theaters, die bahnbrechend waren für die Entwicklung des Arbeiter- und Bauerntheaters in der DDR | |
| 1961 ↑ | Rudolf Asmus                                                                                             | Bassbariton an der Komischen Oper Berlin                                                                                  | Für seine bedeutenden künstlerischen Leistungen an der Komischen Oper Berlin, die beispielhaft für die Einheit von sängerischer und darstellerischer Menschengestaltung sind | |
| 1961 ↑ | Hannes Fischer                                                                                           | Regisseur und Schauspieldirektor am Staatstheater Dresden                                                                 | Für seine besonderen Leistungen als Regisseur und Schauspieldirektor der Dresdner Staatstheater, durch die er dem Spielplan des Dresdner Schauspielhauses einen neuen und fortschrittlichen Inhalt gegeben hat | |
| 1961 ↑ | Kollektiv des Kinderfernsehens des Deutschen Fernsehfunks                                                | Kollektiv des Kinderfernsehens des Deutschen Fernsehfunks                                                                 | für ihren Anteil an der künstlerischen Gestaltung des Kinderfernsehens des DFF, das einen großen Einfluß auf die Erziehung unserer Kinder ausübt | zur Ehrung kam dabei vor allem die Sendung Unser Sandmännchen, dessen Titelmelodie Richter komponierte und verschiedene Puppenfiguren, für die sich das Ehepaar Fülfe verantwortlich zeigte |
| 1961 ↑ | Heinz Fülfe                                                                                              | Puppenspieler | für ihren Anteil an der künstlerischen Gestaltung des Kinderfernsehens des DFF, das einen großen Einfluß auf die Erziehung unserer Kinder ausübt | zur Ehrung kam dabei vor allem die Sendung Unser Sandmännchen, dessen Titelmelodie Richter komponierte und verschiedene Puppenfiguren, für die sich das Ehepaar Fülfe verantwortlich zeigte |
| 1961 ↑ | Ingeburg Fülfe                                                                                           | Puppenspielerin | für ihren Anteil an der künstlerischen Gestaltung des Kinderfernsehens des DFF, das einen großen Einfluß auf die Erziehung unserer Kinder ausübt | zur Ehrung kam dabei vor allem die Sendung Unser Sandmännchen, dessen Titelmelodie Richter komponierte und verschiedene Puppenfiguren, für die sich das Ehepaar Fülfe verantwortlich zeigte |
| 1961 ↑ | Wolfgang Richter                                                                                         | musikalischer Leiter und Musikredakteur beim Kinderfernsehen der DDR                                                      | für ihren Anteil an der künstlerischen Gestaltung des Kinderfernsehens des DFF, das einen großen Einfluß auf die Erziehung unserer Kinder ausübt | zur Ehrung kam dabei vor allem die Sendung Unser Sandmännchen, dessen Titelmelodie Richter komponierte und verschiedene Puppenfiguren, für die sich das Ehepaar Fülfe verantwortlich zeigte |
| 1961 ↑ | Hans Pischner                                                                                            | Cembalist und stellvertretender Minister für Kultur                                                                       | Für seine ausgezeichnete Interpretation der Werke Johann Sebastian Bachs, Georg Friedrich Händels sowie anderer Meister des 17. und 18. Jahrhunderts als Cembalist | |
| 1961 ↑ | Herbert Kegel                                                                                            | künstlerischer Leiter des Rundfunkchors Leipzig, Chefdirigent des Rundfunk-Sinfonieorchesters Leipzig                     | Für seine bedeutenden Leistungen als Generalmusikdirektor beim Staatlichen Rundfunkkomitee, insbesondere für die Pflege der sozialistischen Vokalsinfonik in der DDR | |
| 1961 ↑ | Gerd Natschinski                                                                                         | Komponist, Chefdirigent des Unterhaltungsorchesters des Berliner Rundfunks                                                | Für seine bedeutenden künstlerischen Leistungen bei der Entwicklung einer populären Tanz- und Unterhaltungsmusik in der DDR | |
| 1961 ↑ | Albert Kapr                                                                                              | Professor für Schrift- und Buchgestaltung sowie Rektor an der Hochschule für Grafik und Buchkunst Leipzig.                | Für seine bedeutenden Leistungen auf dem Gebiet der Buchgestaltung, die wesentlich zur Steigerung des internationalen Ansehens der Buchkunst der DDR beigetragen hat | |
| 1961 ↑ | Wilhelm Rudolph                                                                                          | freischaffender Maler, Holzschneider und Graphiker, Dresden                                                               | Für sein Lebenswerk unter besonderer Würdigung seiner realistischen Porträtmalerei | |
| 1961 ↑ | Walther Victor                                                                                           | Schriftsteller, Weimar | Für seine großen Verdienste um die Popularisierung der klassischen deutschen Literatur, insbesondere für seine Volkslesebücher und Jugendschriften | |
| 1961 ↑ | Kollektiv des Kabaretts Die Distel                                                                       | Kollektiv des Kabaretts Die Distel                                                                                        | für ihren Anteil bei der Gestaltung der Distel zu einem volksverbundenen, politisch-satirischen-Kabarett als eine wirksame Waffe im Kampf für Frieden und Sozialismus gegen Militarismus und Krieg | |
| 1961 ↑ | Erich Brehm                                                                                              | erster Leiter der Distel, Autor                                                                                           | für ihren Anteil bei der Gestaltung der Distel zu einem volksverbundenen, politisch-satirischen-Kabarett als eine wirksame Waffe im Kampf für Frieden und Sozialismus gegen Militarismus und Krieg | |
| 1961 ↑ | Ellen Tiedtke                                                                                            | Ensemblemitglied | für ihren Anteil bei der Gestaltung der Distel zu einem volksverbundenen, politisch-satirischen-Kabarett als eine wirksame Waffe im Kampf für Frieden und Sozialismus gegen Militarismus und Krieg | |
| 1961 ↑ | Gustav Müller                                                                                            | Gründungsmitglied der Distel, Moderator von Da lacht der Bär                                                              | für ihren Anteil bei der Gestaltung der Distel zu einem volksverbundenen, politisch-satirischen-Kabarett als eine wirksame Waffe im Kampf für Frieden und Sozialismus gegen Militarismus und Krieg | |
| 1961 ↑ | Gerhard E. Schäfer                                                                                       | Ensemblemitglied | für ihren Anteil bei der Gestaltung der Distel zu einem volksverbundenen, politisch-satirischen-Kabarett als eine wirksame Waffe im Kampf für Frieden und Sozialismus gegen Militarismus und Krieg | |
| 1961 ↑ | Helmut Schneller                                                                                         | Autor | für ihren Anteil bei der Gestaltung der Distel zu einem volksverbundenen, politisch-satirischen-Kabarett als eine wirksame Waffe im Kampf für Frieden und Sozialismus gegen Militarismus und Krieg | |
| 1961 ↑ | Ingrid Ohlenschläger                                                                                     | Ensemblemitglied | für ihren Anteil bei der Gestaltung der Distel zu einem volksverbundenen, politisch-satirischen-Kabarett als eine wirksame Waffe im Kampf für Frieden und Sozialismus gegen Militarismus und Krieg | |
| 1961 ↑ | Rudolf von Hradezky-Hilberg                                                                              | | für ihren Anteil bei der Gestaltung der Distel zu einem volksverbundenen, politisch-satirischen-Kabarett als eine wirksame Waffe im Kampf für Frieden und Sozialismus gegen Militarismus und Krieg | |
| 1962 ↑ | Reinhold Lingner                                                                                         | Professor für Gartengestaltung an der HUB, Landschafts- und Gartenarchitekt                                               | für seine richtungsweisende Arbeit zur Schaffung einer sozialistischen Gartenkultur sowie für die wissenschaftlich fundierte Landschaftsdiagnose der DDR | |
| 1962 ↑ | Hans Nadler                                                                                              | Leiter des Instituts für Denkmalpflege in Dresden                                                                         | Für seine künstlerisch und wissenschaftlich bedeutsame denkmalpflegerische Arbeit, insbesondere für die beispielgebende Regeneration historischer Stadtzentren und die Wiederherstellung kriegszerstörter Kulturdenkmale, vor allem in Bautzen, Görlitz und Dresden | |
| 1962 ↑ | Walter Womacka                                                                                           | Maler, Berlin | Für sein realistisches malerisches Schaffen, besonders für die Gestaltung des Glasfensters in der Mahn- und Gedenkstätte Sachsenhausen | gemeint ist das Triptychon in der Halle der Nationen |
| 1962 ↑ | Wolfgang Joho                                                                                            | Schriftsteller, Chefredakteur der Zeitschrift neue deutsche literatur, Kleinmachnow                                       | Für seine Romane, in denen gegenwartsnahe Themen mit volkstümlicher Erzählkunst gestaltet werden | |
| 1962 ↑ | Maximilian Scheer                                                                                        | freier Reisejournalist, Berlin                                                                                            | Für sein Gesamtwerk, insbesondere seine meisterhaften Reportagen, die mit gründlicher Kenntnis und leidenschaftlicher Parteinahme für Demokratie und Sozialismus geschrieben sind | |
| 1962 ↑ | Kollektiv Gewandhaus-Quartett Leipzig                                                                    | Kollektiv Gewandhaus-Quartett Leipzig                                                                                     | für ihre Mitwirkung an der meisterhaften Interpretation klassischer Kammermusik sowie an der Förderung des neuen Musikschaffens der DDR | |
| 1962 ↑ | Gerhard Bosse                                                                                            | Primarius, Konzertmeister des Gewandhaus-Orchesters                                                                       | für ihre Mitwirkung an der meisterhaften Interpretation klassischer Kammermusik sowie an der Förderung des neuen Musikschaffens der DDR | |
| 1962 ↑ | Karl Suske                                                                                               | zweiter Geiger | für ihre Mitwirkung an der meisterhaften Interpretation klassischer Kammermusik sowie an der Förderung des neuen Musikschaffens der DDR | |
| 1962 ↑ | Dietmar Hallmann                                                                                         | Bratsche | für ihre Mitwirkung an der meisterhaften Interpretation klassischer Kammermusik sowie an der Förderung des neuen Musikschaffens der DDR | |
| 1962 ↑ | Friedemann Erben                                                                                         | Violoncello | für ihre Mitwirkung an der meisterhaften Interpretation klassischer Kammermusik sowie an der Förderung des neuen Musikschaffens der DDR | |
| 1962 ↑ | Werner Enders                                                                                            | Tenor an der Komischen Oper Berlin                                                                                        | Für seine gesanglich wie darstellerisch bedeutenden Leistungen als Charaktertenor an der Komischen Oper in Berlin | |
| 1962 ↑ | Hanne-Lore Kuhse                                                                                         | Sopranistin am Leipziger Opernhaus                                                                                        | für ihre hervorragenden Leistungen als Opern- und Konzertsängerin, insbesondere bei der Gestaltung von Wagner-Partien, mit denen sie große Erfolge im In- und Ausland erzielte | |
| 1962 ↑ | Hermann Lüddecke                                                                                         | Chorleiter an der Komischen Oper Berlin                                                                                   | für seinen Anteil an den künstlerischen Erfolgen der Komischen Oper durch die Heranbildung und Führung des Kollektives der Chorsolisten | |
| 1963 ↑ | Karl Erich Müller                                                                                        | freischaffender Maler und Grafiker, Halle                                                                                 | für seine Tafelbilder, seine grafischen Zyklen und Buchillustrationen, die bedeutende Leistungen unserer sozialistisch-realistisch bildenden Kunst sind | |
| 1963 ↑ | Kurt Zimmermann                                                                                          | freischaffender Buchillustrator vor allem sowjetischer Kinder- und Jugendliteratur, Berlin                                | Für seine kämpferischen, grafischen Blätter und seine richtungsweisenden Leistungen sozialistisch-realistischer Illustrationen und Buchgestaltung | |
| 1963 ↑ | Fritz Maenicke                                                                                           | Restaurator und Bildhauer, Magdeburg                                                                                      | Für seine international gewürdigten Leistungen bei der Restaurierung mittelalterlicher Skulpturen, vor allem am Magdeburger und Naumburger Dom | |
| 1963 ↑ | Horst Drinda                                                                                             | Schauspieler, Berlin | Für seine realistische Interpretation bedeutender Rollen in Werken der Klassik und der Gegenwart, vor allem des Grigori Gaj in dem Schauspiel Mein Freund, mit dem er ein überzeugendes Beispiel für die Darstellung des sozialistischen Menschenbildes schuf | |
| 1963 ↑ | Gisela May                                                                                               | Schauspielerin und Diseuse, Berlin                                                                                        | Für ihre großen schauspielerischen Leistungen auf der Bühne in Film, Funk und Fernsehen und ihre Interpretation politischer Chansons und Gedichte | |
| 1963 ↑ | Kammersängerin Christa-Maria Ziese                                                                       | Sopranistin an der Leipziger Oper                                                                                         | Für die realistische Interpretation von Operngestalten, besonders in Werken von Richard Wagner und Richard Strauß; sie zeichnet sich aus durch hervorragende Verbindung von hohem gesanglichem Können und darstellerischem Ausdruck | |
| 1963 ↑ | Carl Riha                                                                                                | Opernregisseur am Opernhaus Karl-Marx-Stadt                                                                               | für seine hervorragenden realistischen Inszenierungen klassischer und zeitgenössischer Musikwerke | |
| 1963 ↑ | Bernhard Seeger                                                                                          | freier Schriftsteller, Potsdam                                                                                            | für sein literarisches Schaffen, besonders für den Roman „Herbstrauch“ und eine Reihe von Hörspielen, die künstlerische Zeugnisse des sozialistischen Umwandlungsprozesses auf dem Lande sind | der Roman wurde maßgeblich von Scholochows „Neuland unterm Pflug“ beeinflusst |
| 1964 ↑ | Hans Baltzer                                                                                             | Illustrator, Berlin | für seine volkstümlichen Illustrationen in Jugendbüchern und für seine Plakate, mit denen er beispielgebend auf die ästhetische Erziehung, besonders der Jugend, einwirkt | später Illustrator der ersten Auflage der Fibel |
| 1964 ↑ | Gerhard Geyer                                                                                            | freischaffender Bildhauer und Grafiker, Halle                                                                             | für seine Arbeiterporträts und die Porträts hervorragender Persönlichkeiten der Arbeiterbewegung, die beispielgebend in der Bildniskunst des sozialistischen Realismus sind | |
| 1964 ↑ | Bert Heller                                                                                              | freischaffender Maler, Berlin                                                                                             | für sein malerisches und graphisches Werk sowie seine Wandgestaltungen, Buchillustrationen und Bühnenbilder | |
| 1964 ↑ | Erika Pelikowsky-Heinz                                                                                   | Theaterschauspielerin am Deutschen Theater Berlin                                                                         | für ihre schauspielerischen Leistungen auf der Bühne, in Funk und Fernsehen, mit denen sie für das Niveau unserer sozialistischen Schauspielkunst Maßstäbe setzt | |
| 1964 ↑ | Martin Ritzmann                                                                                          | Tenor an der Deutschen Staatsoper Berlin                                                                                  | für die realistische Interpretation von Operngestalten, die sich durch eine tiefe gedankliche und musikalische Durchdringung der Partien auszeichnet | |
| 1964 ↑ | Horst Schönemann                                                                                         | Regisseur und Oberspielleiter am Maxim-Gorki-Theater Berlin                                                               | für seine Regieleistungen bei neuen Werken der sozialistischen Gegenwartsdramatik, seine Entwicklung neuer Formen der sozialistischen Gemeinschaftsarbeit am Theater und sein aktives Mitwirken im künstlerischen Volksschaffen | |
| 1964 ↑ | Kollektiv des DEFA-Spielfilms For eyes only                                                              | Kollektiv des DEFA-Spielfilms For eyes only                                                                               | für die künstlerische Gestaltung eines Themas von besonderer Aktualität im Film | |
| 1964 ↑ | Harry Thürk                                                                                              | Autor, Weimar | für die künstlerische Gestaltung eines Themas von besonderer Aktualität im Film | |
| 1964 ↑ | János Veiczi                                                                                             | Regisseur und Mitautor, Berlin                                                                                            | für die künstlerische Gestaltung eines Themas von besonderer Aktualität im Film | |
| 1964 ↑ | Kollektiv Katzengold                                                                                     | Kollektiv Katzengold | für das in vorbildlicher Gemeinschaftsarbeit geschaffene und inszenierte Schauspiel „Katzengold“, in dem neue ethische Probleme der Arbeit und das Antlitz des sozialistischen Menschen künstlerisch Gestalt gewinnen | |
| 1964 ↑ | Horst Salomon                                                                                            | Autor, Gera | für das in vorbildlicher Gemeinschaftsarbeit geschaffene und inszenierte Schauspiel „Katzengold“, in dem neue ethische Probleme der Arbeit und das Antlitz des sozialistischen Menschen künstlerisch Gestalt gewinnen | |
| 1964 ↑ | Wolfgang Pintzka                                                                                         | Regisseur, Gera | für das in vorbildlicher Gemeinschaftsarbeit geschaffene und inszenierte Schauspiel „Katzengold“, in dem neue ethische Probleme der Arbeit und das Antlitz des sozialistischen Menschen künstlerisch Gestalt gewinnen | |
| 1964 ↑ | Harald Jopt                                                                                              | Schauspieler, Gera | für das in vorbildlicher Gemeinschaftsarbeit geschaffene und inszenierte Schauspiel „Katzengold“, in dem neue ethische Probleme der Arbeit und das Antlitz des sozialistischen Menschen künstlerisch Gestalt gewinnen | |
| 1964 ↑ | Bert Brunn                                                                                               | Schauspieler, Gera | für das in vorbildlicher Gemeinschaftsarbeit geschaffene und inszenierte Schauspiel „Katzengold“, in dem neue ethische Probleme der Arbeit und das Antlitz des sozialistischen Menschen künstlerisch Gestalt gewinnen | |
| 1964 ↑ | Jurij Brezan                                                                                             | sorbischer Schriftsteller, Bautzen                                                                                        | für den Beitrag, den er mit seinem bisherigen literarischen Schaffen, insbesondere mit der Trilogie Felix Hanusch zur Entwicklung der sorbischen und deutschen sozialistischen Literatur geleistet hat | |
| 1964 ↑ | Erik Neutsch                                                                                             | Schriftsteller und Journalist, Halle                                                                                      | für seinen Roman Spur der Steine, in dem er literarisches Neuland erschließt und den Prozeß des geistig-moralischen Reifens zu bewußten sozialistischen Menschen gestaltet | die Verfilmung wurde kurz nach ihrer Premiere abgesetzt und verschwand im Archiv |
| 1964 ↑ | Erwin Strittmatter                                                                                       | Schriftsteller, Dollgow                                                                                                   | für seinen Roman „Ole Bienkopp“, in dem er mit poetischer Kraft Probleme und Widersprüche bei der Entwicklung der sozialistischen Landwirtschaft in unserer Republik gestaltet | |
| 1964 ↑ | Max Walter Schulz                                                                                        | Schriftsteller, Holzhausen                                                                                                | für sein Werk „Wir sind nicht Staub im Wind“, mit dem er an die humanistischen Traditionen der deutschen Literatur anknüpfend, einen sozialistischen Bildungsroman geschaffen hat | |
| 1964 ↑ | Christa Wolf                                                                                             | Schriftstellerin, Kleinmachnow                                                                                            | für ihr literarisches Schaffen, insbesondere für die Moskauer Novelle und für die Erzählung Der geteilte Himmel, in der tiefe persönliche Entscheidungen in der nationalen Schicksalsfrage des deutschen Volkes gestaltet werden | Die Verfilmung von „Der geteilte Himmel“ war mehrfach zeitweilig in der DDR verboten |
| 1964 ↑ | Günter Kochan                                                                                            | Komponist, Berlin | für seine sinfonischen und kammermusikalischen Werke der letzten Jahre, in denen er sich erfolgreich um eine klare sozialistisch-realistische Aussage in der Instrumentalmusik bemüht hat | |
| 1964 ↑ | Egon Morbitzer                                                                                           | Solist, Primarius von Streichquartetten, 1. Konzertmeister der Staatskapelle Berlin                                       | für seine überzeugende Interpretation von Werken der klassischen und zeitgenössischen Violinliteratur | |
| 1964 ↑ | Wilhelm Weismann                                                                                         | Komponist und Musikwissenschaftler, Leipzig                                                                               | für sein kompositorisches Schaffen, das eine wesentliche Bereicherung der zeitgenössischen Vokal- und Instrumentalmusik in den verschiedensten Gattungen darstellt | |
| 1965 ↑ | Willi Neubert                                                                                            | Maler, Thale | für sein bedeutendes Schaffen als Maler, vor allem für „Stahlwerker“ und „Schachspieler“ sowie für das Wandbild an dem neuen Druckereigebäude der Freiheit in Halle | |
| 1965 ↑ | René-Benjamin Besson                                                                                     | Chefregisseur am Deutschen Theater Berlin                                                                                 | für seine bedeutenden Inszenierungen am Deutschen Theater, insbesondere „Die Holländerbraut“ von Strittmatter, Der Frieden von Aristophanes/Hacks, Tartüff von Moliére Die schöne Helena von Offenbach/Hacks Der Drache von Jewgenij Schwarz | |
| 1965 ↑ | Gerhard Bienert                                                                                          | Schauspieler, Berlin | für sein jahrzehntelanges bedeutendes schauspielerisches Wirken | Bienert lebte in Westberlin |
| 1965 ↑ | Kammersängerin Ludmila Dvořáková                                                                         | Sopranistin an der Deutschen Staatsoper Berlin                                                                            | für ihre eindrucksvollen Interpretationen als Opernsängerin, besonders als Octavian in Der Rosenkavalier, als Elisabeth in Don Carlos und als Isolde in Tristan und Isolde | |
| 1965 ↑ | Kammersänger Hans Kraemer                                                                                | Bass an der Leipziger Oper                                                                                                | für seine Leistungen als Opern- und Konzertsänger, besonders in den Partien des Kutusow in Krieg und Frieden, des Ochs von Lerchenau in „Der Rosenkavalier“ und des Pogner in Die Meistersinger von Nürnberg | |
| 1965 ↑ | Jean Kurt Forest                                                                                         | Komponist und Musiker, Stahnsdorf                                                                                         | für sein Opernschaffen, mit der die Entwicklung des sozialistischen Musiktheaters beeinflußt und wesentlich bereichert hat | |
| 1965 ↑ | Helmut Sakowski                                                                                          | Schriftsteller, Neustrelitz                                                                                               | für sein dramatisches Schaffen für Bühne und Fernsehen, insbesondere für seine Gestaltung interessanter Konflikte bei der sozialistischen Veränderung der Menschen auf dem Lande | |
| 1965 ↑ | Augusta Wieghardt-Lazar                                                                                  | Schriftstellerin, Dresden                                                                                                 | für ihr literarisches Gesamtwerk, insbesondere für ihre einprägsamen Kinderbücher, in denen sie die Grausamkeit von Ausbeutung, Unterdrückung und Rassismus anschaulich macht und die jungen Leser für die sozialistische Gesellschaftsordnung begeistert | |
| 1965 ↑ | Annerose Schmidt                                                                                         | Konzertpianistin, Leipzig                                                                                                 | für ihr eindrucksvollen Leistungen als Konzertpianistin, mit denen sie im In- und Ausland große Erfolge errang | |
| 1966 ↑ | Rolf Kleinert                                                                                            | Chefdirigent des Rundfunk-Sinfonieorchesters Berlin                                                                       | für seine Verdienste um die Förderung des zeitgenössischen Musikschaffens und sein langjähriges erfolgreiches Wirken als Orchesterleiter | |
| 1966 ↑ | Hans Dieter Mäde                                                                                         | Generalintendant des Schauspielhauses Karl-Marx-Stadt                                                                     | für seine durch künstlerische Qualität und parteiliche Durchdringung gekennzeichneten Inszenierungen an den Städtischen Theatern Karl-Marx-Stadt, insbesondere für Hamlet von Shakespeare, Das Krankenzimmer von Aljoschin, Don Carlos von Schiller und Krach in Chioggia von Goldoni | |
| 1966 ↑ | Benno Pludra                                                                                             | Schriftsteller, Berlin | für seine künstlerisch hervorragenden Kinder- und Jugendbücher, in denen er poetisch und einfühlsam von der Liebe zur sozialistischen Heimat, von der Achtung vor dem Menschen und seiner Arbeit erzählt | |
| 1966 ↑ | Hilmar Thate                                                                                             | Schauspieler am Berliner Ensemble                                                                                         | für seine großen Leistungen als Schauspieler, besonders als Givola in Arturo Ui, als Jan Capet in Tage der Commune und Aufidius in Coriolan | |
| 1966 ↑ | Gruppe von Mitarbeitern der Kindertheater der DDR                                                        | Gruppe von Mitarbeitern der Kindertheater der DDR                                                                         | für ihren Anteil an den beispielhaften Leistungen auf dem Gebiet des Kindertheaters, mit denen sie die Entwicklung des sozialistischen Theaters für junge Menschen mitbestimmt haben | |
| 1966 ↑ | Ilse Rodenberg                                                                                           | Intendantin des Theaters der Freundschaft, Berlin                                                                         | für ihren Anteil an den beispielhaften Leistungen auf dem Gebiet des Kindertheaters, mit denen sie die Entwicklung des sozialistischen Theaters für junge Menschen mitbestimmt haben | |
| 1966 ↑ | Hans-Dieter Schmidt                                                                                      | Intendant des Theaters der Jungen Welt, Leipzig                                                                           | für ihren Anteil an den beispielhaften Leistungen auf dem Gebiet des Kindertheaters, mit denen sie die Entwicklung des sozialistischen Theaters für junge Menschen mitbestimmt haben | |
| 1966 ↑ | Rolf Büttner                                                                                             | Intendant des Theaters Junge Generation, Dresden                                                                          | für ihren Anteil an den beispielhaften Leistungen auf dem Gebiet des Kindertheaters, mit denen sie die Entwicklung des sozialistischen Theaters für junge Menschen mitbestimmt haben | |
| 1966 ↑ | Otto Kähler                                                                                              | Ausstattungsleiter am Theater der Freundschaft, Berlin                                                                    | für ihren Anteil an den beispielhaften Leistungen auf dem Gebiet des Kindertheaters, mit denen sie die Entwicklung des sozialistischen Theaters für junge Menschen mitbestimmt haben | |
| 1967 ↑ | Kollektiv der Fernsehdokumentation Kämpfer und Sieger                                                    | Kollektiv der Fernsehdokumentation Kämpfer und Sieger                                                                     | für seinen Anteil an der künstlerisch-publizistisch und wissenschaftlich hervorragend gestalteten Fernsehsendereihe über den Kampf der deutschen Arbeiterklasse bis zu ihrem endgültigen Sieg in der DDR | |
| 1967 ↑ | Wolfgang Böttner                                                                                         | Autor beim DEFA-Studio für Spielfilme                                                                                     | für seinen Anteil an der künstlerisch-publizistisch und wissenschaftlich hervorragend gestalteten Fernsehsendereihe über den Kampf der deutschen Arbeiterklasse bis zu ihrem endgültigen Sieg in der DDR | |
| 1967 ↑ | Bruno Kleberg                                                                                            | Regisseur beim DEFA-Studio für Spielfilme                                                                                 | für seinen Anteil an der künstlerisch-publizistisch und wissenschaftlich hervorragend gestalteten Fernsehsendereihe über den Kampf der deutschen Arbeiterklasse bis zu ihrem endgültigen Sieg in der DDR | |
| 1967 ↑ | Rolf Sperling                                                                                            | Kameramann beim DEFA-Studio für Spielfilme                                                                                | für seinen Anteil an der künstlerisch-publizistisch und wissenschaftlich hervorragend gestalteten Fernsehsendereihe über den Kampf der deutschen Arbeiterklasse bis zu ihrem endgültigen Sieg in der DDR | |
| 1967 ↑ | Kollektiv des Fernsehspiels Geduld der Kühnen                                                            | Kollektiv des Fernsehspiels Geduld der Kühnen                                                                             | für seinen Anteil an dem mit künstlerischer Überzeugungskraft geschaffenen Fernsehspiel Geduld der Kühnen, das mit der Gestaltung von menschlichen Problemen bei der sozialistischen Vorwärtsentwicklung ein Beispiel für unsere Gegenwartsdramatik gibt | |
| 1967 ↑ | Benito Wogatzki                                                                                          | Autor beim DEFA-Studio für Spielfilme                                                                                     | für seinen Anteil an dem mit künstlerischer Überzeugungskraft geschaffenen Fernsehspiel Geduld der Kühnen, das mit der Gestaltung von menschlichen Problemen bei der sozialistischen Vorwärtsentwicklung ein Beispiel für unsere Gegenwartsdramatik gibt | |
| 1967 ↑ | Lothar Bellag                                                                                            | Regisseur beim DEFA-Studio für Spielfilme                                                                                 | für seinen Anteil an dem mit künstlerischer Überzeugungskraft geschaffenen Fernsehspiel Geduld der Kühnen, das mit der Gestaltung von menschlichen Problemen bei der sozialistischen Vorwärtsentwicklung ein Beispiel für unsere Gegenwartsdramatik gibt | |
| 1967 ↑ | Wolf Kaiser                                                                                              | Schauspieler beim DEFA-Studio für Spielfilme                                                                              | für seinen Anteil an dem mit künstlerischer Überzeugungskraft geschaffenen Fernsehspiel Geduld der Kühnen, das mit der Gestaltung von menschlichen Problemen bei der sozialistischen Vorwärtsentwicklung ein Beispiel für unsere Gegenwartsdramatik gibt | |
| 1967 ↑ | einem Kollektiv von künstlerischen Leitern der Lied- und Chorbewegung der Jugend                         | einem Kollektiv von künstlerischen Leitern der Lied- und Chorbewegung der Jugend                                          | für seine kontinuierliche Arbeit in der Lied- und Chorbewegung der Jugend bei Erreichung hoher künstlerischer Leistungen | |
| 1967 ↑ | Manfred Grüttner                                                                                         | Pädagogische Hochschule Potsdam                                                                                           | für seine kontinuierliche Arbeit in der Lied- und Chorbewegung der Jugend bei Erreichung hoher künstlerischer Leistungen | |
| 1967 ↑ | Fritz Höft                                                                                               | Berlin | für seine kontinuierliche Arbeit in der Lied- und Chorbewegung der Jugend bei Erreichung hoher künstlerischer Leistungen | |
| 1967 ↑ | Manfred Rost                                                                                             | Berlin | für seine kontinuierliche Arbeit in der Lied- und Chorbewegung der Jugend bei Erreichung hoher künstlerischer Leistungen | |
| 1967 ↑ | Theo Balden                                                                                              | Bildhauer und Grafiker, Berlin                                                                                            | für sein künstlerisches Gesamtwerk, das von überzeugender parteilicher und sozialistisch-realistischer Aussage getragen ist | |
| 1967 ↑ | Fritz Bennewitz                                                                                          | Schauspieldirektor am Deutschen Nationaltheater in Weimar                                                                 | für seine Leistungen als Schauspieldirektor und Regisseur am Deutschen Nationaltheater Weimar, für die ausdrucksvolle Interpretation von Werken des klassischen Erbes und des sozialistischen Realismus | |
| 1967 ↑ | Martin Flörchinger                                                                                       | Schauspieler, Berlin | für seine großen Leistungen als Charakterdarsteller, als eindrucksvoller Interpret von Gestalten der sozialistischen Dramatik | |
| 1967 ↑ | Götz Friedrich                                                                                           | Regisseur an der Komischen Oper Berlin                                                                                    | für seine Arbeit als Opernregisseur und sein wissenschaftliches Wirken für ein realistisches Musiktheater | |
| 1967 ↑ | Kammersängerin Sigrid Kehl                                                                               | Sängerin am Opernhaus Leipzig                                                                                             | für ihre künstlerischen Leistungen, mit denen sie einen wesentlichen Anteil am nationalen und internationalen Ruf der Leipziger Oper hat | |
| 1967 ↑ | Kammersänger Peter Schreier                                                                              | Sänger an der Deutschen Staatsoper Berlin                                                                                 | für seine hohen künstlerischen Leistungen als Mozart-Interpret und als Opern-, Oratorien-, Konzert- und Liedersänger von internationalem Ruf | |
| 1967 ↑ | Kammersänger Reiner Süß                                                                                  | Sänger an der Deutschen Staatsoper Berlin                                                                                 | für seine meisterhaften Interpretationen, in denen sich die überzeugende darstellerische Leistung mit hoher Musikalität vereinigen, vor allem in der Rolle des Puntila | |
| 1967 ↑ | Joachim Werzlau                                                                                          | freischaffender Komponist, Berlin                                                                                         | für seine kontinuierliches, umfangreiches Liedschaffen und seine langjährigen Verdienste um die Entwicklung der Singebewegung | |
| 1968 ↑ | Kollektiv Ulbrich-Quartett der Staatskapelle Dresden                                                     | Kollektiv Ulbrich-Quartett der Staatskapelle Dresden                                                                      | für seinen Anteil an der meisterhaften Interpretation musikalischer Werke, besonders des Musikschaffens der DDR, sowie für sein repräsentatives Wirken im Ausland | |
| 1968 ↑ | Rudolf Ulbrich                                                                                           | 1. Violine | für seinen Anteil an der meisterhaften Interpretation musikalischer Werke, besonders des Musikschaffens der DDR, sowie für sein repräsentatives Wirken im Ausland | |
| 1968 ↑ | Wolfgang Bülow                                                                                           | 2. Violine | für seinen Anteil an der meisterhaften Interpretation musikalischer Werke, besonders des Musikschaffens der DDR, sowie für sein repräsentatives Wirken im Ausland | |
| 1968 ↑ | Joachim Zindler                                                                                          | Viola | für seinen Anteil an der meisterhaften Interpretation musikalischer Werke, besonders des Musikschaffens der DDR, sowie für sein repräsentatives Wirken im Ausland | |
| 1968 ↑ | Clemens Dillner                                                                                          | Violoncello | für seinen Anteil an der meisterhaften Interpretation musikalischer Werke, besonders des Musikschaffens der DDR, sowie für sein repräsentatives Wirken im Ausland | |
| 1968 ↑ | Lilo und Gerhard Hardel                                                                                  | Schriftsteller, Strausberg                                                                                                | für ihre thematisch wertvollen und hervorragend gestalteten Kinder-Jugendbücher, unter besonderer Würdigung der biographischen Erzählungen über bedeutende Persönlichkeiten der deutschen Arbeiterbewegung | |
| 1968 ↑ | Rudolf Böhm                                                                                              | Autor beim DFF, Berlin | für seine Fernsehfilme über die Kämpfer des Nationalkomitees Freies Deutschland, die von großer Wirkung für die Erziehung zum sozialistischen Internationalismus und Patriotismus sind | |
| 1968 ↑ | Kammersängerin Annelies Burmeister                                                                       | Sängerin an der Deutschen Staatsoper Berlin                                                                               | für ihre künstlerischen Leistungen als Opernsängerin, besonders bei der Gestaltung großer Partien, mit denen sie wesentlichen Anteil an internationalen Erfolgen der Deutschen Staatsoper hat | |
| 1968 ↑ | Gustav Schmahl                                                                                           | Konzertmeister am Berliner Rundfunk-Sinfonieorchester                                                                     | für seine bedeutenden Leistungen als Violinsolist und Erster Konzertmeister beim Berliner Rundfunk-Sinfonieorchester und für seine Verdienste um die Pflege des sozialistischen Musikschaffens | |
| 1968 ↑ | Peterpaul Weiss                                                                                          | Gebrauchsgrafiker, künstlerischer Leiter des Museums für Deutsche Geschichte Berlin                                       | für seine bedeutenden Verdienste um die Entwicklung der Gebrauchsgrafik, insbesondere für seine hervorragende Gestaltung politischer Plakate und bedeutender politisch-historischer Ausstellungen | |
| 1969 ↑ | Kollektiv Abendgruß des Kinderfernsehens des Staatlichen Komitees für Fernsehen beim Ministerrat der DDR | Kollektiv Abendgruß des Kinderfernsehens des Staatlichen Komitees für Fernsehen beim Ministerrat der DDR                  | für seinen Anteil an der lebendigen Gestaltung des Abendgrußes des Kinderfernsehens, der bei der Erziehung und Bildung unserer jungen Generation wertvolle Hilfe leistet | |
| 1969 ↑ | Gerhard Behrendt                                                                                         | Regisseur und Puppengestalter                                                                                             | für seinen Anteil an der lebendigen Gestaltung des Abendgrußes des Kinderfernsehens, der bei der Erziehung und Bildung unserer jungen Generation wertvolle Hilfe leistet | |
| 1969 ↑ | Wolfgang Richter                                                                                         | Komponist | für seinen Anteil an der lebendigen Gestaltung des Abendgrußes des Kinderfernsehens, der bei der Erziehung und Bildung unserer jungen Generation wertvolle Hilfe leistet | |
| 1969 ↑ | Heinz Schröder                                                                                           | Puppenspieler | für seinen Anteil an der lebendigen Gestaltung des Abendgrußes des Kinderfernsehens, der bei der Erziehung und Bildung unserer jungen Generation wertvolle Hilfe leistet | |
| 1969 ↑ | Friedgard Kurze                                                                                          | Puppenspielerin | für seinen Anteil an der lebendigen Gestaltung des Abendgrußes des Kinderfernsehens, der bei der Erziehung und Bildung unserer jungen Generation wertvolle Hilfe leistet | |
| 1969 ↑ | Harald Serowski                                                                                          | Trickszenenbildner | für seinen Anteil an der lebendigen Gestaltung des Abendgrußes des Kinderfernsehens, der bei der Erziehung und Bildung unserer jungen Generation wertvolle Hilfe leistet | |
| 1969 ↑ | Heinz Fülfe                                                                                              | Puppenspieler | für seinen Anteil an der lebendigen Gestaltung des Abendgrußes des Kinderfernsehens, der bei der Erziehung und Bildung unserer jungen Generation wertvolle Hilfe leistet | |
| 1969 ↑ | eine Gruppe von Übersetzern sowjetischer Literatur                                                       | eine Gruppe von Übersetzern sowjetischer Literatur                                                                        | für ihre Übersetzungen aus dem Russischen, die großen Anteil an der weiten Verbreitung politischer und belletristischer Literatur aus der Sowjetunion in unserer Republik haben | |
| 1969 ↑ | Otto Braun                                                                                               | Institut für Marxismus-Leninismus beim Zentralkomitee der SED                                                             | für ihre Übersetzungen aus dem Russischen, die großen Anteil an der weiten Verbreitung politischer und belletristischer Literatur aus der Sowjetunion in unserer Republik haben | |
| 1969 ↑ | Günter Jäniche                                                                                           | | für ihre Übersetzungen aus dem Russischen, die großen Anteil an der weiten Verbreitung politischer und belletristischer Literatur aus der Sowjetunion in unserer Republik haben | |
| 1969 ↑ | Erich Müller                                                                                             | | für ihre Übersetzungen aus dem Russischen, die großen Anteil an der weiten Verbreitung politischer und belletristischer Literatur aus der Sowjetunion in unserer Republik haben | |
| 1969 ↑ | Maria Rikwin                                                                                             | | für ihre Übersetzungen aus dem Russischen, die großen Anteil an der weiten Verbreitung politischer und belletristischer Literatur aus der Sowjetunion in unserer Republik haben | |
| 1969 ↑ | Georg Schwarz                                                                                            | | für ihre Übersetzungen aus dem Russischen, die großen Anteil an der weiten Verbreitung politischer und belletristischer Literatur aus der Sowjetunion in unserer Republik haben | |
| 1969 ↑ | Kollektiv Händelforschung und Händelpflege                                                               | Kollektiv Händelforschung und Händelpflege                                                                                | für seinen Anteil an den bedeutenden Leistungen auf dem Gebiet der Händelforschung und Händelpflege | |
| 1969 ↑ | Walther Siegmund-Schultze                                                                                | Professor mit Lehrstuhl und Stellvertreter des Direktors der Sektion Germanistik und Kunstwissenschaften an der MLU Halle | für seinen Anteil an den bedeutenden Leistungen auf dem Gebiet der Händelforschung und Händelpflege | |
| 1969 ↑ | Johanna Rudolph                                                                                          | Kunstwissenschaftlerin | für seinen Anteil an den bedeutenden Leistungen auf dem Gebiet der Händelforschung und Händelpflege | |
| 1969 ↑ | Christa Gottschalk                                                                                       | Schauspielerin an den Städtischen Theatern Leipzig                                                                        | für ihre künstlerisch überzeugende und einprägsame Interpretation großer Rollen der Klassik und der sozialistischen Dramatik | |
| 1969 ↑ | Kurt Masur                                                                                               | Generalmusikdirektor, Chefdirigent der Dresdner Philharmonie                                                              | für seine langjährigen hohen Leistungen als Dirigent im sozialistischen Musikleben der DDR und seine Verdienste um die Förderung des künstlerischen Volksschaffens | |
| 1969 ↑ | Alfred Müller                                                                                            | Schauspieler beim VEB DEFA-Studio für Spielfilme                                                                          | für seine künstlerisch überzeugenden, hohen schauspielerischen Leistungen, insbesondere als Darsteller von Karl Marx in Mohr und die Raben von London | |
| 1969 ↑ | Emmy Köhler-Richter                                                                                      | Tanzpädagogin an den Städtischen Theatern Leipzig                                                                         | für ihre intensive und zielstrebige Ensemblearbeit, die dem Leipziger Opernhaus große künstlerische Balletterfolge brachte, insbesondere für die Förderung des zeitgenössischen Ballettschaffens | |
| 1969 ↑ | Wilhelm Schmied                                                                                          | Maler und Grafiker, Sangerhausen                                                                                          | für seine überzeugende Gestaltung der Menschen unserer Gesellschaft und ihrer Beziehungen zu ihrer sozialistischen Heimat sowie für seine Mitarbeit als bildender Künstler in Halle-Neustadt | |
| 1969 ↑ | Rosemarie Schuder                                                                                        | Schriftstellerin, Berlin                                                                                                  | für ihre historischen Romane, insbesondere für Die Erleuchteten, in denen eine geschichtlich bedeutsame Phase der revolutionären Traditionen unseres Volkes künstlerisch gestaltet ist | |
| 1969 ↑ | Eva Schulze-Knabe                                                                                        | Malerin, Dresden | für ihr künstlerisches Werk, das seit Jahrzehnten dem Kampf der Arbeiterklasse und der Gestaltung des sozialistischen Menschenbildes gewidmet ist | |

## Preissummen
| Jahr   | Preissumme in Mark |
| ------ | ------------------ |
| 1960   | 275.000            |
| 1961   | 250.000            |
| 1962   | 225.000            |
| 1963   | 200.000            |
| 1964   | 400.000            |
| 1965   | 225.000            |
| 1966   | 125.000            |
| 1967   | 275.000            |
| 1968   | 150.000            |
| 1969   | 250.000            |
| Gesamt | 2.375.000          |